# Hóp
Para la película de Universal Studios de 2011, véase Hop (película)
El lago Hóp se encuentra en el norte de Islandia cerca de Blönduós en el Húnafjörður. En realidad, el lago es más una laguna que un lago. La superficie depende de las mareas y oscila entre los 29 y 44 km². Su mayor profundidad es la de 9 m.